# OKラドニチュキ・クラグイェヴァツ
OKラドニチュキ・クラグイェヴァツ（セルビア語: Одбојкашки клуб Раднички Крагујевац）は、セルビア・クラグイェヴァツを本拠地とする男子バレーボールクラブ。

## 歴史
1945年、OKラドニチュキ・クラグイェヴァツ創設。2008年にカップ初優勝を飾り、同年CEVカップに出場した。翌2009年、プレーオフ・ファイナルのホームでの第5戦でヴォイヴォディナ・ノヴィサドを下して3勝2敗とし、リーグ初優勝を飾った

。2009-10年欧州チャンピオンズリーグにはセルビアのリーグチャンピオンとして初出場を果たしたがグループリーグ全敗で敗退した。2010年、プレーオフファイナルでレッドスター・ベオグラードを降し、リーグ連覇を達成した。

## 主な成績
セルビアリーグ
- 優勝：2008-09, 2009-10

 セルビアカップ
- 優勝：2007-08

## 歴代監督
- スロボダン・コバチ

## ユニフォーム
ホーム
- メインカラーのレッド。シャツネームと背番号はホワイト。

アウェイ
- サブカラーのホワイト。シャツネームと背番号はレッド。

リベロ
- 反対色を着用。